# Lijst van rijksmonumenten in Achtkarspelen

Achtkarspelen

Hieronder een overzicht met inschrijvingen in het rijksmonumentenregister in de gemeente Achtkarspelen. De gemeente telt 66 inschrijvingen in het register. Hieronder een overzicht.
Voor een overzicht van alle beschikbare afbeeldingen zie de categorie Rijksmonumenten in Achtkarspelen op Wikimedia Commons.

## Augustinusga
| Object                                | Oorspronkelijke functie?  | Bouwjaar                                                      | Architect     | Locatie         | Coördinaten?                  | Nr.?   | Afbeelding        |
| ------------------------------------- | ------------------------- | ------------------------------------------------------------- | ------------- | --------------- | ----------------------------- | ------ | ----------------- |
| Augustinitsjerke (Hervormde kerk)     | Kerk en kerkonderdeel     | 13e eeuw (toren) waarsch. 15e eeuw (kerk) 1954-'57 (rest.)    |               | Geawei 15       | 53° 13' 5" NB, 6° 9' 48" OL   | 7032   | Meer afbeeldingen |
| Keuterij                              | Boerderij                 | 19e eeuw                                                      |               | Legeloane 6     | 53° 12' 42" NB, 6° 9' 26" OL  | 7034   | Meer afbeeldingen |
| Wagenmakerij                          | Opslag                    | 1777 1960 (rest.)                                             |               | Geawei 20       | 53° 13' 7" NB, 6° 9' 46" OL   | 7035   | Meer afbeeldingen |
| Tjasker Augustinusga                  | Industrie- en poldermolen | 1954 (rest.) 1972 (plaatsing op huidige locatie) 1988 (rest.) |               | It Oast/Uterwei | 53° 13' 11" NB, 6° 10' 30" OL | 7044   | Meer afbeeldingen |
| Boerderij met dwarsgeplaatst voorhuis | Boerderij                 | ca. 1870                                                      |               | Skoalikkers 19  | 53° 13' 5" NB, 6° 9' 53" OL   | 502122 | Meer afbeeldingen |
| Villa Woudenhof                       | Werk-woonhuis             | 1915                                                          | H.A. Pothoven | Skoalikkers 25  | 53° 13' 1" NB, 6° 9' 54" OL   | 502129 | Meer afbeeldingen |

## Buitenpost
Buitenpost telt 12 rijksmonumenten.

## Drogeham
| Object                            | Oorspronkelijke functie? | Bouwjaar                                  | Architect | Locatie             | Coördinaten?                | Nr.? | Afbeelding        |
| --------------------------------- | ------------------------ | ----------------------------------------- | --------- | ------------------- | --------------------------- | ---- | ----------------- |
| Kop-hals-rompboerderij            | Boerderij                | 1807                                      |           | It Kleasterbreed 3  | 53° 12' 5" NB, 6° 7' 36" OL | 7040 | Meer afbeeldingen |
| Klokkenstoel Buweklooster         | Vanwege onderdelen kerk  | 1558 (eerste vermelding) 1950 (vernieuwd) |           | It Kleasterbreed 3a | 53° 12' 5" NB, 6° 7' 40" OL | 7041 | Meer afbeeldingen |
| Walburgakerk Toren hervormde kerk | Kerk en kerkonderdeel    | 13e eeuw 1704 (herst.) 1984-'85 (rest.)   |           | Tsjerkebuorren 4    | 53° 12' 8" NB, 6° 6' 36" OL | 7042 | Meer afbeeldingen |
| Arbeiderswoning                   | Woonhuis                 | 1800-1850                                 |           | Tsjerkebuorren 8    | 53° 12' 8" NB, 6° 6' 34" OL | 7043 | Meer afbeeldingen |

## Gerkesklooster
| Object                                         | Oorspronkelijke functie?  | Bouwjaar                                                                     | Architect | Locatie         | Coördinaten?                  | Nr.?   | Afbeelding        |
| ---------------------------------------------- | ------------------------- | ---------------------------------------------------------------------------- | --------- | --------------- | ----------------------------- | ------ | ----------------- |
| Hervormde kerk (inc. marmeren putto op schaap) | Klooster, kloosteronderdl | oorspr. verm. 15e eeuw 1629 (vestiging kerk) 1786 (herstel) 1974-'75 (rest.) |           | De Poorthoek 1a | 53° 14' 28" NB, 6° 11' 59" OL | 7045   | Meer afbeeldingen |
| Windmotor Stroobos (De Twee Provinciën)        | Industrie- en poldermolen | 1923 1991 (renov.)                                                           |           | bij Sarabos 13  | 53° 14' 48" NB, 6° 13' 2" OL  | 502197 | Meer afbeeldingen |

## Harkema
| Object                      | Oorspronkelijke functie? | Bouwjaar | Architect | Locatie             | Coördinaten?                 | Nr.?   | Afbeelding                  |
| --------------------------- | ------------------------ | -------- | --------- | ------------------- | ---------------------------- | ------ | --------------------------- |
| Arbeiderswoning             | Woonhuis                 | 1919     |           | Mûntsegroppe 14     | 53° 11' 6" NB, 6° 7' 4" OL   | 502108 | Arbeiderswoning             |
| Hok bij arbeiderswoning     | Boerderij                | 1919     |           | Mûntsegroppe bij 14 | 53° 11' 6" NB, 6° 7' 4" OL   | 502115 | Hok bij arbeiderswoning     |
| Arbeiderswoning de Spitkeet | Woonhuis                 | 1912     |           | Betonwei 30         | 53° 10' 47" NB, 6° 7' 11" OL | 502203 | Arbeiderswoning de Spitkeet |

## Kootstertille
| Object                                         | Oorspronkelijke functie? | Bouwjaar       | Architect | Locatie         | Coördinaten?                 | Nr.?   | Afbeelding            |
| ---------------------------------------------- | ------------------------ | -------------- | --------- | --------------- | ---------------------------- | ------ | --------------------- |
| Arbeiderswoninkje onder rietkap                | Woonhuis                 |                |           | Rykswei 2       | 53° 13' 39" NB, 6° 5' 8" OL  | 7046   | Meer afbeeldingen     |
| Kop-hals-rompboerderij                         | Boerderij                | 1850           |           | Rykswei 4       | 53° 13' 38" NB, 6° 5' 6" OL  | 7047   | Meer afbeeldingen     |
| Benedictuskerk Hervormde kerk met klokkenstoel | Kerk en kerkonderdeel    | 1882 (kerk)    |           | Tillebuorren 42 | 53° 12' 43" NB, 6° 5' 35" OL | 7048   | Meer afbeeldingen     |
| Poepekrús                                      | Gedenkteken              | mog. rond 1580 |           | Harstewei       | 53° 13' 29" NB, 6° 4' 14" OL | 7053   | Poepekrús             |
| Oldambtster boerderij                          | Boerderij                | 1850-1875      |           | De Koaten 26    | 53° 12' 56" NB, 6° 5' 22" OL | 501934 | Oldambtster boerderij |
| Bijschuur                                      | Boerderij                | rond 1870      |           | De Koaten 26    | 53° 12' 56" NB, 6° 5' 22" OL | 501941 | Bijschuur             |

## Stroobos
| Object                 | Oorspronkelijke functie? | Bouwjaar      | Architect | Locatie            | Coördinaten?                  | Nr.?  | Afbeelding             |
| ---------------------- | ------------------------ | ------------- | --------- | ------------------ | ----------------------------- | ----- | ---------------------- |
| Woonhuis met boerderij | Boerderij                | late 18e eeuw |           | Groningerstreek 12 | 53° 14' 17" NB, 6° 12' 49" OL | 18782 | Woonhuis met boerderij |

## Surhuisterveen
Surhuisterveen telt 15 rijksmonumenten.

## Surhuizum
| Object                                                                | Oorspronkelijke functie?  | Bouwjaar                                                                                  | Architect    | Locatie           | Coördinaten?                  | Nr.?   | Afbeelding        |
| --------------------------------------------------------------------- | ------------------------- | ----------------------------------------------------------------------------------------- | ------------ | ----------------- | ----------------------------- | ------ | ----------------- |
| Antoniuskerk, hervormde kerk                                          | Kerk en kerkonderdeel     | ca. 1300 (toren) 1614 (kerk) 1734 (verb. kerk) 1817 (steunberen, torenspits) 1898 (rest.) |              | Doarpsstrjitte 31 | 53° 12' 21" NB, 6° 10' 36" OL | 7051   | Meer afbeeldingen |
| Woning tussen topgevels onder zadeldak waarop schoorstenen met borden | Woonhuis                  | 1817/1858                                                                                 |              | Koartwâld 11      | 53° 11' 8" NB, 6° 10' 60" OL  | 7052   | Meer afbeeldingen |
| Verenigingsgebouw                                                     | Vergadering en vereniging | 1928-'29 1956 (verb.)                                                                     | J.C. Velding | It Langpaed 1     | 53° 12' 20" NB, 6° 10' 37" OL | 502224 | Verenigingsgebouw |
| Stelpboerderij                                                        | Boerderij                 | 1933                                                                                      | R. Klazinga  | It Noard 5        | 53° 12' 31" NB, 6° 10' 27" OL | 502230 | Stelpboerderij    |

## Twijzel
Twijzel telt 12 rijksmonumenten.

## Twijzelerheide
| Object       | Oorspronkelijke functie?  | Bouwjaar | Architect | Locatie       | Coördinaten?                 | Nr.? | Afbeelding        |
| ------------ | ------------------------- | -------- | --------- | ------------- | ---------------------------- | ---- | ----------------- |
| Klokkenstoel | Begraafplaats en -onderdl | 1952     |           | Bjirkewei 30a | 53° 14' 28" NB, 6° 3' 10" OL | 7060 | Meer afbeeldingen |

Achtkarspelen ·
Ameland ·
Dantumadeel ·
De Friese Meren ·
Harlingen ·
Heerenveen ·
Leeuwarden ·
Noardeast-Fryslân ·
Ooststellingwerf ·
Opsterland ·
Schiermonnikoog ·
Smallingerland ·
Súdwest-Fryslân ·
Terschelling ·
Tietjerksteradeel ·
Vlieland ·
Waadhoeke ·
Weststellingwerf